# 多默斯豪森
多默斯豪森是德国莱茵兰-普法尔茨州的一个市镇。总面积24.70平方公里，总人口1116人，其中男性548人，女性568人（2011年12月31日），人口密度45人/平方公里。